# Mara Calliope
Pour les articles homonymes, voir Calliope (homonymie).
 (avril 2025).
Motif : En l'état, ne remplit ni les critères généraux (deux sources secondaires centrées d'envergure nationale espacées dans le temps), ni les critères spécifiques (meilleur résultat à une grande compétition : une 12e place).
- Archive Wikiwix
- Bing
- Cairn
- DuckDuckGo
- E. Universalis
- Gallica
- Google
- G. Books
- G. News
- G. Scholar
- Persée
- Qwant
- (zh) Baidu
- (ru) Yandex
- (wd) trouver des œuvres sur Wikidata

| 1. | Préciser le motif de la pose du bandeau. | Précisez le motif de la pose du bandeau en utilisant la syntaxe suivante : {{admissibilité à vérifier\|date=juin 2025\|motif=remplacez ce texte par le motif}}                     |
| 2. | Informer les utilisateurs concernés.     | Pensez à avertir le créateur de l'article, par exemple, en insérant le code ci-dessous sur sa page de discussion : {{subst:avertissement admissibilité à vérifier\|Mara Calliope}} |

 (avril 2025).
Mara Calliope est une ancienne cycliste italienne, née le 23 octobre 1967 à Mezzolombardo. Elle est considérée comme une sprinteuse mais finit deux fois dans les vingt premières du Tour d'Italie (1993, 1995).

## Biographie
Mara Calliope est née le 23 octobre 1967 à Mezzolombardo dans la province de Trentin,. Sa sœur Laura, cinq ans et demi plus jeune, cycliste dans le même club de G.S. Lloyd Italico, remporte au sprint en 1992 la 1re étape du Tour de Sicile devant Rossella Galbiati et Nada Cristofoli.
En 1992 et 1993, Mara Calliope finit sur le podium d'une course italienne importante le Trofeo Alfredo Binda-Comune di Cittiglio, ce qui lui permet d'être sélectionnée dans l'équipe nationale et termine quarante-sixième des championnats du monde sur route et cinquième italienne de ces mondiaux, à 3 min 32 s de la championne du monde, la néerlandaise Leontien van Moorsel .
En 1994, elle remporte le Trophée Cogliati au sprint devant Greta Zocca et Luisiana Pegoraro. Deux ans plus tard, elle remporte la seizième course de Vertemate con Minoprio en dominant celle qui sera championne du monde trois années plus tard la lituanienne Edita Pučinskaitė. 
En 1997, la tridentine est victorieuse du GP Liberazione devant Katia Longhin et Gabriella Pregnolato,.
En 2010, elle est invitée par l'équipe Cristoforetti Cordioli pour encourager les jeunes espoirs féminins de l'équipe. Six années plus tard, elle répond présente à une réunion des anciennes gloires cyclistes de la province de trente avec leurs plus emblématiques représentants Maria Canins et Aldo Moser,.

## Palmarès
- 1992
  - GP Conad
  - 3e de Trofeo Alfredo Binda-Comune di Cittiglio
- 1993
  - 2e de Trofeo Alfredo Binda-Comune di Cittiglio
  - 2e du GP Liberazione
  - 2e du Trophée de la ville de Schio
- 1994
  - Serravalle (duo avec Samantha Rizzi)
  - Trophée Cogliati
  - 2e de San Maurizio al Lambro
  - 3e de Osio Sopra
  - 3e de Colle Umberto
- 1996
  - Vertemate avec Minoprio
  - 2e du Trophée de la ville de Schio
- 1997
  - GP Liberazione

### Résultats sur les grands tours

#### Tour d'Italie
6 participations :
- 1989 : 46e
- 1990 : 53e
- 1993 : 16e
- 1995 : 12e
- 1997 : 31e
- 1998 : 66e

#### Tour en France
3 participations :
- 1989 : 53e (Tour cycliste féminin)
- 1993 : 40e (Tour de l'Aude cycliste féminin)
- 1997 : 75e (Grande Boucle Féminine Internationale)